# Denis Bušnja
Denis Bušnja (* 14. April 2000 in Varaždin, Jugoslawien) ist ein kroatischer Fußballspieler.

## Karriere

### Verein
Denis Bušnja erlernte das Fußballspielen in den Jugendmannschaften von Međimurje Čakovec, NK Čakovec und HNK Rijeka. Bei Rijeka unterschrieb er am 2. Januar 2019 seinen ersten Vertrag. Der Verein aus Rijeka spielte in der ersten Liga des Landes. 2019 gewann er mit dem Verein den Pokal. Von September 2019 bis Anfang August 2020 wurde er an den ebenfalls in der ersten Liga spielenden NK Istra 1961 ausgeliehen. Für den Verein aus Pula bestritt er 15 Erstligaspiele. Nach der Ausleihe kehrte er nach Rijeka zurück. Im August 2020 wechselte er für eine Saison, ebenfalls auf Leihbasis, zum slowakischen Erstligisten ŠKF Sereď. Für den Verein aus Sereď bestritt er 27 Ligaspiele. Hierbei schoss er vier Tore. Der slowenische Verein NK Bravo aus der Hauptstadt Ljubljana lieh ihn von Mitte Februar 2023 bis Ende Juni 2023 aus. Nach 15 Ligaspielen kehrte er am 30. Juni 2023 wieder nach Rijeka zurück. Nach insgesamt 49 Ligaspielen für Rijeka unterschrieb er Anfang September 2023 in Georgien einen Vertrag beim FC Dinamo Tiflis. Mit dem Verein aus Tiflis bestritt er bis Jahresende zwölf Spiele in der ersten Liga, der Erovnuli Liga. Anfang Januar 2024 zog es ihn nach Thailand. Hier unterschrieb er einen Vertrag beim Erstligisten BG Pathum United FC. Für den Verein bestritt er in der Rückrunde sieben Ligaspiele. Im Sommer 2024 wechselte er auf Leihbasis zum ebenfalls in der ersten Liga spielenden Muangthong United. Für den Erstligisten aus Pak Kret bestritt er in der Hinrunde acht Ligaspiele. Nach der Ausleihe kehrte er im Dezember 2024 zu BG zurück. Hier wurde sein Vertrag jedoch nicht verlängert.

### Nationalmannschaft
Denis Bušnja spielte von 2015 bis 2021 in verschiedenen Juniorennationalmannschaften seines Heimatlandes.

## Erfolge
HNK Rijeka
- Kroatischer Pokalsieger: 2018/19